# Линия Бродвея, Би-эм-ти
BMT Broadway Line (линия Бродвея) — подземная линия Метрополитена Нью-Йорка дивизиона B (B Division) в Манхэттене. Обслуживается маршрутами: N (круглосуточно), Q (круглосуточно), R (круглосуточно) и W (в будни днём и вечером до 23:00). Линия считается «стволовой»: маршруты N, Q, R и W, проходящие по ней, обозначаются жёлтым цветом. Линия часто упоминается как N и R, поскольку долгое время только эти маршруты обслуживали линию. Линия Бродвея была построена для того, чтобы компания Brooklyn Rapid Transit Company (позже BMT) получила доступ к Среднему Манхэттену.
Линия была названа из-за своего местоположения на Бродвее между Визи-стрит и 7-й авеню (Таймс-сквер). Линия также проходит под Визи-стрит, Уайтхолл-стрит, Тринити-Плейс, Чёрч-стрит в Нижнем Манхэттене, и 7-й авеню, 59-й и 60-й улицами в Среднем Манхэттене.
Локальные поезда следуют по всей линии — между двумя туннелями под рекой Ист-Ривер: тоннель Montague Street для линии BMT Fourth Avenue Line в Бруклине и тоннель 60-й улицы (60th Street Tunnel) для линии BMT Astoria Line и 60th Street Tunnel Connection в Квинсе. Самая южная экспресс-станция на линии — Canal Street, а самая северная — 57th Street — Seventh Avenue. К югу от Canal Street экспресс-пути следуют по Манхэттенском мосту, а на севере — под Центральным парком, в составе линии BMT 63rd Street Line (в настоящее время не используется, но планируется для связи со строящейся линией Второй авеню). Линия Бродвея была единственным выходом из Манхэттена на север от Деланси-стрит для BMT линий Бруклина до 1967 года, когда большинство поездов линий BMT Brighton Line и BMT West End Line пошли по линии IND Sixth Avenue Line через новое соединение Кристи-стрит.

## Список станций
Проходящие по линии маршруты в зависимости от дня недели и времени суток
| Лексингтон-авеню — 59-я улица — Пятая авеню — 59-я улица | День + вечер | Выходные | Ночь |
| -------------------------------------------------------- | ------------ | -------- | ---- |
| Локальные пути                                           | (до 23:00)   | N · R    | N    |

| Таймс-сквер — 42-я улица — Принс-стрит | День + вечер | Выходные | Ночь  |
| -------------------------------------- | ------------ | -------- | ----- |
| Экспресс-пути                          | N · Q        | Q        | —     |
| Локальные пути                         | (до 23:00)   | N · R    | N · Q |

| Канал-стрит — Ректор-стрит | День + вечер | Выходные | Ночь |
| -------------------------- | ------------ | -------- | ---- |
| Локальные пути             | (до 23:00)   | R        | N    |

| Канал-стрит на ветке через мост | День + вечер + выходные | Ночь |
| ------------------------------- | ----------------------- | ---- |
| Локальные пути                  | N · Q                   | Q    |

| Условные обозначения |
| для дней и часов работы маршрутов (более точно указано во всплывающих подсказках при этих обозначениях): |
| --- |
| круглосуточно круглосуточно, кроме ночи круглосуточно, кроме будней днём (либо часов пик) в пиковом направлении в будни днём (и, возможно, вечером) в будни круглосуточно в часы пик в будни днём (либо в часы пик) в пиковом направлении в будни днём (либо в часы пик) в направлении, обратном пиковому в выходные ночью ночью и в выходные (и, возможно, вечером) нет движения поездов |

| N — круглосуточно · N — круглосуточно · W — в будни днём и вечером до 23:00 · W — в будни днём и вечером до 23:00 |  |  |  | R — круглосуточно, кроме ночи · R — круглосуточно, кроме ночи |
| |  |  |  |                                                               |

| 4 — круглосуточно · 4 — круглосуточно · 5 — круглосуточно, кроме ночи · 5 — круглосуточно, кроме ночи · 6 — круглосуточно · 6 — круглосуточно · <6> — в будни днём в пиковом направлении · <6> — в будни днём в пиковом направлении                                     | 59-я улица                    |
| F — круглосуточно · F — круглосуточно · <F> — в часы пик в пиковом направлении · <F> — в часы пик в пиковом направлении · N — часть рейсов в часы пик в пиковом направлении · N — часть рейсов в часы пик в пиковом направлении · Q — круглосуточно · Q — круглосуточно | Лексингтон-авеню — 63-я улица |
| Канатная дорога острова Рузвельт |                               |

| |  |  |
| N — часть рейсов в часы пик в пиковом направлении · N — часть рейсов в часы пик в пиковом направлении · Q — круглосуточно · Q — круглосуточно |  |  |
| |  |  |

| 1 — круглосуточно · 1 — круглосуточно · 2 — круглосуточно · 2 — круглосуточно · 3 — круглосуточно · 3 — круглосуточно | Таймс-сквер — 42-я улица                     |
| 7 — круглосуточно · 7 — круглосуточно · <7> — в часы пик в пиковом направлении · <7> — в часы пик в пиковом направлении | Таймс-сквер                                  |
| A — круглосуточно · A — круглосуточно · C — круглосуточно, кроме ночи · C — круглосуточно, кроме ночи · E — круглосуточно · E — круглосуточно | 42-я улица — Автовокзал Портового управления |
| S (челнок 42-й улицы) — круглосуточно, кроме ночи · S (челнок 42-й улицы) — круглосуточно, кроме ночи | Таймс-сквер                                  |
| 7 — круглосуточно · 7 — круглосуточно · <7> — в часы пик в пиковом направлении · <7> — в часы пик в пиковом направлении | Пятая авеню                                  |
| B — в будни днём и вечером до 23:00 · B — в будни днём и вечером до 23:00 · D — круглосуточно · D — круглосуточно · F — круглосуточно · F — круглосуточно · <F> — в часы пик в пиковом направлении · <F> — в часы пик в пиковом направлении · M — в будни днём и вечером · M — в будни днём и вечером | 42-я улица — Брайант-парк                    |
| автовокзал Портового управления[англ.] |                                              |

| B — в будни днём и вечером до 23:00 · B — в будни днём и вечером до 23:00 · D — круглосуточно · D — круглосуточно · F — круглосуточно · F — круглосуточно · <F> — в часы пик в пиковом направлении · <F> — в часы пик в пиковом направлении · M — в будни днём и вечером · M — в будни днём и вечером | 34-я улица — Геральд-сквер |
| 33-я улица (PATH)[англ.] |                            |

| 4 — круглосуточно · 4 — круглосуточно · 5 — круглосуточно, кроме ночи · 5 — круглосуточно, кроме ночи · 6 — круглосуточно · 6 — круглосуточно · <6> — в будни днём в пиковом направлении · <6> — в будни днём в пиковом направлении | 14-я улица — Юнион-сквер |
| L — круглосуточно · L — круглосуточно | Юнион-сквер              |

| N — круглосуточно · N — круглосуточно · W — в будни днём и вечером до 23:00 · W — в будни днём и вечером до 23:00 |  |  |  | R — круглосуточно, кроме ночи · R — круглосуточно, кроме ночи |
| |  |  |  |                                                               |

| 4 — круглосуточно · 4 — круглосуточно · 5 — круглосуточно, кроме ночи · 5 — круглосуточно, кроме ночи · 6 — круглосуточно · 6 — круглосуточно · <6> — в будни днём в пиковом направлении · <6> — в будни днём в пиковом направлении                                     | 59-я улица                    |
| F — круглосуточно · F — круглосуточно · <F> — в часы пик в пиковом направлении · <F> — в часы пик в пиковом направлении · N — часть рейсов в часы пик в пиковом направлении · N — часть рейсов в часы пик в пиковом направлении · Q — круглосуточно · Q — круглосуточно | Лексингтон-авеню — 63-я улица |
| Канатная дорога острова Рузвельт |                               |

| |  |  |
| N — часть рейсов в часы пик в пиковом направлении · N — часть рейсов в часы пик в пиковом направлении · Q — круглосуточно · Q — круглосуточно |  |  |
| |  |  |

| 1 — круглосуточно · 1 — круглосуточно · 2 — круглосуточно · 2 — круглосуточно · 3 — круглосуточно · 3 — круглосуточно | Таймс-сквер — 42-я улица                     |
| 7 — круглосуточно · 7 — круглосуточно · <7> — в часы пик в пиковом направлении · <7> — в часы пик в пиковом направлении | Таймс-сквер                                  |
| A — круглосуточно · A — круглосуточно · C — круглосуточно, кроме ночи · C — круглосуточно, кроме ночи · E — круглосуточно · E — круглосуточно | 42-я улица — Автовокзал Портового управления |
| S (челнок 42-й улицы) — круглосуточно, кроме ночи · S (челнок 42-й улицы) — круглосуточно, кроме ночи | Таймс-сквер                                  |
| 7 — круглосуточно · 7 — круглосуточно · <7> — в часы пик в пиковом направлении · <7> — в часы пик в пиковом направлении | Пятая авеню                                  |
| B — в будни днём и вечером до 23:00 · B — в будни днём и вечером до 23:00 · D — круглосуточно · D — круглосуточно · F — круглосуточно · F — круглосуточно · <F> — в часы пик в пиковом направлении · <F> — в часы пик в пиковом направлении · M — в будни днём и вечером · M — в будни днём и вечером | 42-я улица — Брайант-парк                    |
| автовокзал Портового управления[англ.] |                                              |

| B — в будни днём и вечером до 23:00 · B — в будни днём и вечером до 23:00 · D — круглосуточно · D — круглосуточно · F — круглосуточно · F — круглосуточно · <F> — в часы пик в пиковом направлении · <F> — в часы пик в пиковом направлении · M — в будни днём и вечером · M — в будни днём и вечером | 34-я улица — Геральд-сквер |
| 33-я улица (PATH)[англ.] |                            |

| 4 — круглосуточно · 4 — круглосуточно · 5 — круглосуточно, кроме ночи · 5 — круглосуточно, кроме ночи · 6 — круглосуточно · 6 — круглосуточно · <6> — в будни днём в пиковом направлении · <6> — в будни днём в пиковом направлении | 14-я улица — Юнион-сквер |
| L — круглосуточно · L — круглосуточно | Юнион-сквер              |

|  |  |

|  |

|  |  |

|  |

| 4 — ночью · 4 — ночью · 6 — круглосуточно · 6 — круглосуточно · <6> — в будни днём в пиковом направлении · <6> — в будни днём в пиковом направлении | Канал-стрит |
| J — круглосуточно · J — круглосуточно · Z — в часы пик в пиковом направлении · Z — в часы пик в пиковом направлении                                 | Канал-стрит |

| 2 — круглосуточно · 2 — круглосуточно · 3 — круглосуточно, кроме ночи · 3 — круглосуточно, кроме ночи | Парк-Плейс               |
| A — круглосуточно · A — круглосуточно · C — круглосуточно, кроме ночи · C — круглосуточно, кроме ночи | Чеймберс-стрит           |
| E — круглосуточно · E — круглосуточно                                                                 | Всемирный торговый центр |
| Всемирный торговый центр (PATH)[англ.]                                                                |                          |

| 1 — круглосуточно · 1 — круглосуточно          | Саут-Ферри |
| терминал Уайтхолл[англ.] (Статен-Айленд Ферри) |            |

| |  | |
| |  | J — круглосуточно · J — круглосуточно · Z — в часы пик в пиковом направлении · Z — в часы пик в пиковом направлении |
| |  | |
| N — ночью · N — ночью · R — круглосуточно · R — круглосуточно · W — часть рейсов в часы пик в пиковом направлении · W — часть рейсов в часы пик в пиковом направлении |  | |

| 4 — ночью · 4 — ночью · 6 — круглосуточно · 6 — круглосуточно · <6> — в будни днём в пиковом направлении · <6> — в будни днём в пиковом направлении | Канал-стрит |
| J — круглосуточно · J — круглосуточно · Z — в часы пик в пиковом направлении · Z — в часы пик в пиковом направлении                                 | Канал-стрит |

| 2 — круглосуточно · 2 — круглосуточно · 3 — круглосуточно, кроме ночи · 3 — круглосуточно, кроме ночи | Парк-Плейс               |
| A — круглосуточно · A — круглосуточно · C — круглосуточно, кроме ночи · C — круглосуточно, кроме ночи | Чеймберс-стрит           |
| E — круглосуточно · E — круглосуточно                                                                 | Всемирный торговый центр |
| Всемирный торговый центр (PATH)[англ.]                                                                |                          |

| 1 — круглосуточно · 1 — круглосуточно          | Саут-Ферри |
| терминал Уайтхолл[англ.] (Статен-Айленд Ферри) |            |

| |  | |
| |  | J — круглосуточно · J — круглосуточно · Z — в часы пик в пиковом направлении · Z — в часы пик в пиковом направлении |
| |  | |
| N — ночью · N — ночью · R — круглосуточно · R — круглосуточно · W — часть рейсов в часы пик в пиковом направлении · W — часть рейсов в часы пик в пиковом направлении |  | |

| Все станции в этой рамке связаны пересадкой |

| |  | |
| |  | B — в будни днём и вечером до 23:00 · B — в будни днём и вечером до 23:00 · D — круглосуточно · D — круглосуточно |
| |  | |
| B — в будни днём и вечером до 23:00 · B — в будни днём и вечером до 23:00 · D — круглосуточно · D — круглосуточно · N — круглосуточно, кроме ночи · N — круглосуточно, кроме ночи · Q — круглосуточно · Q — круглосуточно |  | |

| Все станции в этой рамке связаны пересадкой |

| |  | |
| |  | B — в будни днём и вечером до 23:00 · B — в будни днём и вечером до 23:00 · D — круглосуточно · D — круглосуточно |
| |  | |
| B — в будни днём и вечером до 23:00 · B — в будни днём и вечером до 23:00 · D — круглосуточно · D — круглосуточно · N — круглосуточно, кроме ночи · N — круглосуточно, кроме ночи · Q — круглосуточно · Q — круглосуточно |  | |